# Albert White
George Albert White (19 de fevereiro de 1890 — 1 de março de 1965) foi um ciclista britânico que competiu nos Jogos Olímpicos de 1920 em Antuérpia.
Nestes Jogos, ele conquistou uma medalha de prata na perseguição por equipes, junto com Cyril Alden, Thomas Johnson e William Stewart. Também competiu na prova de velocidade individual, sendo eliminado nas semifinais.